# Viscum hainanense
Viscum hainanense är en sandelträdsväxtart som beskrevs av R.L.Han & D.X.Zhang. Viscum hainanense ingår i släktet mistlar, och familjen sandelträdsväxter. Inga underarter finns listade i Catalogue of Life.